# Dracula vlad-tepes
Dracula vlad-tepes är en orkidéart som beskrevs av Carlyle August Luer och Rodrigo Escobar. Dracula vlad-tepes ingår i släktet Dracula och familjen orkidéer. Inga underarter finns listade i Catalogue of Life.